# Juan Sforza
Juan Sforza (en italiano:Giovanni Sforza) (5 de julio de 1466-27 de julio de 1510) fue un noble italiano, señor de Pésaro y de Gradara, de la dinastía Sforza.

## Biografía
Hijo natural de Costanzo I Sforza y Flora Boni, y nieto de Alejandro Sforza. Fue vicario de la Iglesia y Señor de Pésaro. Gobernó la ciudad desde 1483 hasta 1500 y nuevamente desde 1503 hasta 1510.
El 27 de octubre de 1489 se casó con Magdalena Gonzaga, hija de Federico I Gonzaga. La unión pareció ir inmediatamente a buen puerto: un par de meses después de la boda resultó, de hecho, Magdalena embarazada. El embarazo, sin embargo, terminó con un parto difícil
y la joven Gonzaga murió poco después de dar a luz a su hijo, que tampoco sobrevivió.
Tras la muerte de su primera esposa, se casó el 2 de junio de 1493 con Lucrecia Borgia, que en el momento del matrimonio solo tenía 13 años, pero cuatro años más tarde se deshizo la unión, debido a que el papa Alejandro VI (Rodrigo Borgia), padre de Lucrecia, anuló el vínculo y buscó un matrimonio más conveniente para su familia, argumentando que Juan era impotente y que el matrimonio no se había consumado. 
Juan se vio obligado a abandonar Pésaro por el hermano de Lucrecia, César Borgia  y pudo volver solamente después de la enfermedad terminal de Alejandro VI en 1503. Al año siguiente, el nuevo papa, Julio II, lo confirmó como señor de Pésaro. 
Víctima de la venganza de Juan fue el humanista Pandolfo Collenuccio, partidario de César Borgia, quien tras la muerte del papa Alejandro, se refugió en Ferrara bajo el ala de Hércules I de Este. Juan lo invitó a Pésaro con la falsa promesa del perdón, siendo encarcelado, torturado y finalmente ajusticiado sin proceso previo (1504).
Mientras tanto Juan Sforza se había casado en 1502, por tercera vez, con Ginebra Tiepolo, con quien tuvo un hijo el 24 de febrero de 1510: Juan María. Juan murió a los cinco meses de nacer su hijo, el 27 de julio del mismo año. El niño sucede a su padre en el señorío de Pésaro como Costanzo II Sforza bajo la tutela de su tío Galeazzo Sforza; quien tras la muerte prematura del niño en 1512, heredó el señorío, pero fue derrocado por el papa Julio II y los derechos pasaron a los duques de Urbino.
Su hija natural, Isabel Sforza (1503-1561), esposa del florentino Cipriano del Nero, barón de Porcigliano, fue una mujer de letras, autora del tratado Della vera tranquillità dell'animo e Dello stato femminile.